# Wolgograder Stausee
Der Wolgograder Stausee (russisch Волгоградское водохранилище/ Wolgogradskoje wodochranilischtsche) ist ein Stausee an der Wolga im Süden des europäischen Teil Russlands. Er ist der unterste Teil der so genannten Wolga-Kama-Kaskade.
Der Stausee erstreckt sich an der unteren Wolga auf 400 km Länge zwischen Saratow und dem Damm bei Wolschski und ist 3.117 km² groß, bei 31,5 Mrd. m³ Stauraum.
Das Absperrbauwerk der Talsperre ist ein 3974 Meter langer und bis zu 47 Meter hoher Stein- und Erdschüttdamm. Es hat ein Bauwerksvolumen von 25,932 Millionen Kubikmetern.
Im Wasserkraftwerk Wolgograd wird aus dem gestauten Wasser des Stausees bzw. der Wolga elektrischer Strom erzeugt, der hauptsächlich in den Industriebetrieben in Wolgograd und Wolschski genutzt wird. Das Wasser des Flusses wird auch zur Bewässerung verwendet. Durch das Anstauen der Wolga wurde der größte Teil des typischen Wiesen- und Bergufers mit Wasser überflutet.